# Cinema digitale
Con cinema digitale, o D-Cinema (contrazione di Digital Cinema), ci si riferisce all'uso nel cinema della tecnologia elettronica digitale per la distribuzione e la proiezione.

## Digitalizzazione dei film
La digitalizzazione del film è un processo con cui un film che è stato girato su pellicola viene trasferito su un supporto digitale. È essenziale dotarsi di apparecchiature speciali che catturano le immagini fotogramma per fotogramma per impedire l'alterazione delle tonalità di colore delle riprese.
Il negativo con le riprese viene inserito nel computer. Successivamente, quando l'intero film è stato trasferito su file, si procede per modificare il materiale in post produzione: fotoritocco, animazione bi e tridimensionale, effettistica.
Un vantaggio della digitalizzazione è quello di poter effettuare correzioni su un'immagine; inoltre è possibile assistere alla modifica delle immagini in diretta e partecipare alla trasformazione.

## Pellicola vs Digitale
Il passaggio al cinema digitale costituisce una vera rivoluzione, infatti viene abbandonata la pellicola che aveva sempre costituito il simbolo del cinema.
Tale cambiamento ha un riflesso anche sulla produzione cinematografica, in quanto girare un film in digitale e non utilizzare la pellicola porta a significative economie di scala.
La preferenza di un formato è determinata da certi fattori: qualità, effetti visivi, costi e peso.
L'immagine digitale presenta vantaggi economici.
Le telecamere digitali costano meno e sono meno voluminose delle macchine da presa; gru e carrelli sono meno pesanti e anche la steadicam, imbrigliatura che permette di legare la telecamera al corpo dell'operatore, realizza le riprese con più fluidità e scioltezza.
Inoltre i prezzi dei supporti di registrazione sono meno alti rispetto a quelli della pellicola; per una piccola produzione indipendente, è più conveniente girare in digitale invece che in pellicola.
Un film in digitale può essere effettuato in quattro mesi: sei settimane per prepararlo, sei per girarlo e sei di edizione e post produzione.
Con il digitale inoltre è possibile usare il set a 360 gradi; essendo le necessità di illuminazione della scena molto più basse rispetto alla pellicola si possono usare molte camere contemporaneamente.
Inoltre la preparazione del set è più veloce e meno rigida nei confronti di possibili errori di allestimento o illuminazione, ai quali è possibile rimediare in post produzione.
Il video digitale è già pronto per la post produzione digitale, dove è possibile praticare la correzione del colore, modificare fondali, cancellare dettagli sbagliati e accedere alle tecniche del rendering, del morphing, del composing e agli effetti speciali.
Nel cinema di consumo, il digitale permette con il copia-incolla di moltiplicare gli oggetti senza muovere le comparse, nel caso in cui serva una scena di massa non troppo definita. Inoltre è possibile risolvere la gestione di animali talvolta pericolosi.
Il digitale ha avuto successo anche grazie alla possibilità in fase di produzione di dare riscontri anticipati sulla qualità del materiale girato. Mentre sono in corso le riprese, sul monitor di controllo del film è possibile vedere la scena e la resa finale del girato.
Tutto ciò è un grande vantaggio per il regista, per il direttore della fotografia e per i tecnici della post produzione, i quali sono in grado di lavorare immediatamente sugli effetti speciali e sullo sfondo.
Per contro, la pellicola di celluloide permette una miglior riproduzione dei colori (ed una maggior profondità degli stessi), oltre a garantire una profondità di campo nelle riprese, che il digitale, per motivi tecnici, non può riprodurre.
In definitiva, la decisione sul formato da adottare dipende dal filmmaker o produttore del film in base a determinate scelte stilistiche, budget, abilità personali, attrezzatura disponibile, obiettivi distributivi.

## Dalla pellicola in poliestere al Digital Cinema Package
Alla pellicola in poliestere si sostituisce il DCP (Digital Cinema Package), ovvero una sequenza di dati digitali codificati e criptati che trasmettono i suoni e le immagini dei film.
La sala inoltre può disporre più facilmente delle prime visioni, in quanto ciascuna copia DCP può essere memorizzata in un piccolo hard disk.
L'adozione del cinema digitale comporta dei cambiamenti significativi nel campo della strumentazione, infatti
il proiettore per la pellicola è sostituito con il proiettore cinema digitale secondo gli standard internazionali 2k e 4k.
La gestione della sala e la creazione di un archivio sono due fattori importanti che devono essere organizzati.
I proiettori digitali si presentano in maniera diversa dai vecchi proiettori, infatti la fonte delle immagini è costituita da un file digitale; anche il metodo di conversione è diverso.
La sala dunque deve essere riorganizzata, così come deve essere strutturato un archivio, dal quale si ricavano film da trasferire nei server dei proiettori.

### Trasferimento del Digital Cinema Package
Il trasferimento del DCP (Digital Cinema Package) alla sala può avvenire attraverso un hard disk in cui il DCP è memorizzato oppure attraverso una connessione a banda larga satellitare.
Nel primo caso l'hard disk, giunto nella sala, viene trasferito allo storage centrale o al server direttamente oppure mediante un cavo.
L'hard disk, avvenuto il trasferimento, ritorna al mittente che dopo aver cancellato il contenuto, può riutilizzarlo.
Nel secondo caso un DCP è inviato a basso costo in un qualunque luogo.
Questo metodo di trasmissione è vantaggioso perché permette uno snellimento notevole delle operazioni di distribuzione.
In concreto si tratta di consegnare solo una copia del DCP al gestore del servizio che poi penserà a distribuire le copie dove vi siano le condizioni adatte, cioè ai cinema che abbiano il decoder satellitare.
Questa seconda soluzione è vantaggiosa perché permette una distribuzione veloce ed economica e inoltre perché azzera la possibilità di pirateria.
I file criptati possono infatti essere letti solo da chi è autorizzato.
Attraverso la trasmissione satellitare è il gestore del servizio che si occupa di tutto ciò che avviene in sala.
L'apparato satellitare deve essere tenuto sempre acceso e alimentato, deve essere collegato all'antenna satellitare e il decoder deve essere connesso a internet. Solo in questo modo il DCP può essere ricevuto.
Non ci sono errori e neppure file compromessi se il gestore regola correttamente i software.
Una volta memorizzato su ricevitore, il DCP è trasferito allo storage server o al server del proiettore in 40 minuti con un cavo gigabit ethernet.
Il digitale semplifica il lavoro del distributore e del gestore.

## Evoluzione dei modelli di distribuzione dei film
La produzione digitale permette l'evoluzione dei modelli di distribuzione di un film.
L'assenza della pellicola consente una riduzione dei rischi e dei costi finali di stampa e tiratura sui supporti stessi, e della loro movimentazione.
La tecnologia digitale di proiezione ha raggiunto standard qualitativi identici a quelli della pellicola e la sua precisione cromatica sta evolvendo notevolmente negli ultimi anni.
Il digitale inoltre è più flessibile riguardo alla distribuzione dei contenuti; sono iniziati i primi tentativi di aprire le sale a nuove forme di utilizzo, ad esempio la trasmissione in diretta di eventi culturali e sportivi, forme diverse di usi commerciali e festival.
Con le innovazioni tecnologiche prodotte dal digitale, il ciclo produttivo cinematografico, dalla fase di realizzazione fino al luogo finale di distribuzione del film, potrà subire delle modifiche.
L'uso del digitale può risultare conveniente per i costi più accessibili, ma vi sono delle difficoltà al momento della distribuzione.
I costi che i proprietari delle sale devono sopportare per adeguare i propri locali ad una prospettiva interamente digitale.

## Cinema digitale in Europa

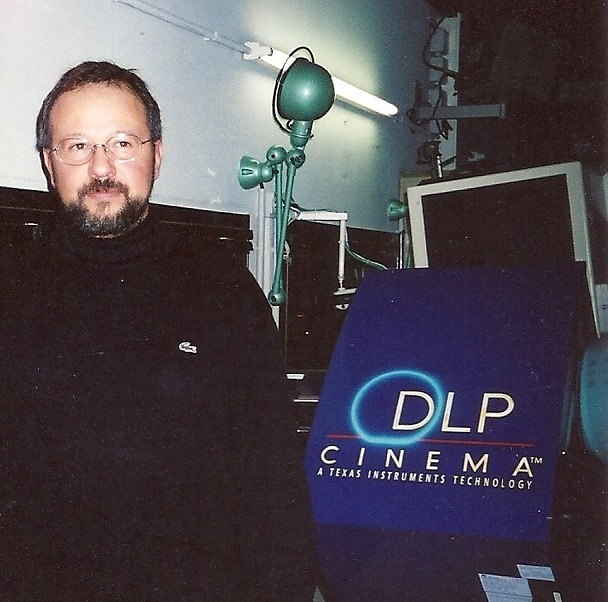
Parigi: prima proiezione pubblica di cinema numerico in Europa (2000)

La prima proiezione pubblica di cinema numerico in Europa è stata realizzata a Parigi, il 2 febbraio 2000, da Philippe Binant.
Il cinema digitale in Europa ha fatto progressi significativi con la leadership di Francia e Gran Bretagna.
A Parigi è previsto un contributo obbligatorio dei distributori in favore degli esercenti, sia diretto che attraverso un terzo investitore, nelle prime due settimane di programmazione di un film uscito in digitale ed inedito.
Il sistema si chiama Virtual Print Fee (VPF) ed è previsto per dieci anni successivi all'installazione dell'attrezzatura digitale nella sala.
Lo stesso trattamento VPF sarà riservato alla diffusione nelle sale per i contenuti digitali non cinematografici.
Il caso dell'Olanda è particolare, infatti ogni sala cinematografica qui è digitale.
Gli schermi sono stati digitalizzati nella proiezione da Cinema Digital in collaborazione con ARTS ALLIANCE MEDIA.
Cinema Digital è un progetto di digitalizzazione unico e con partecipazione pubblica.
Negli ultimi tempi, in seguito alle grandi trasformazioni verificatesi nell'industria cinematografica mondiale, con l'introduzione degli interventi digitali in postproduzione, il mercato italiano si sta convertendo al digitale.

### Possibilità nell'era digitale
La rivoluzione digitale ha cambiato radicalmente l'industria europea del cinema, consentendo di ridurre i costi di distribuzione .

## Nuovi canali distributivi
Il sistema distributivo del prodotto filmico subisce una trasformazione per l'introduzione del digitale, oltre al fatto che sono state introdotte anche nuove strategie da parte dei produttori cinematografici.
Agli strumenti analogici si sono sostituiti altri supporti multimediali.
Il cinema digitale, sfruttando i dispositivi wireless di ultima generazione, diviene trasportabile.
Grazie alla convergenza multimediale, il film si può realizzare su media diversi, per esempio esso può essere accompagnato da cortometraggi in animazione 3D e da videogame.
La centralità del cinema tradizionale non è più tale, in quanto il film può essere trasferito su diversi media.
Nasce quindi una sorta di concorrenza - dipendenza tra canali di distribuzione.
In seguito a ciò il cinema in sala può riscattare il proprio prestigio, offrendo una visione migliore, in quanto più spettacolare.
Si può così asserire che il cinema riacquisti quella notorietà che aveva avuto un tempo.

## Protezione dei contenuti
Il fenomeno della pirateria cinematografica è reso ancora più grande dalla diffusione del cinema digitale; infatti è sempre più difficile proteggere i contenuti dalle copie non autorizzate.
Si è reso necessario adottare delle strategie per rendere più difficile e più costosa la copia.
È fondamentale impedire le copie illegali dei film digitali che si ottengono direttamente dallo schermo o duplicando il supporto da cui sono registrati.
La prima tecnica può essere impedita con il watermarking cioè una particolare marcatura invisibile per lo spettatore per ogni copia digitale che viene inviata alle sale cinematografiche.
La seconda con la cifratura dei dati registrati, cioè con la codifica dei dati digitali del master che arriva alle sale in forma criptata e che è possibile aprire solo con una chiave.
Tuttavia se viene prodotta una copia, la sua attenta analisi può portare alla identificazione dell'originale, dell'attrezzatura utilizzata, delle condizioni che hanno favorito l'esecuzione, il luogo, la data.
Studiare i casi di violazione è utile per adattare le tecniche di protezione alla evoluzione dei metodi di produzione delle copie illegali.
Oltre alla tecnica del watermarking delle copie e alla cifratura dei dati digitali del master, un'altra tecnica anti pirateria è il camera defeat con cui le immagini riprese dallo schermo durante la proiezione di un film, presentano variazioni della luminosità tali che non sono utilizzabili commercialmente.